# ديفيد بومونت (دبلوماسي)
ديفيد بومونت (بالإنجليزية: David Beaumont)‏ هو دبلوماسي بريطاني، ولد في 16 أغسطس 1942.